# Asociación de Hispanistas de Ucrania

La Asociación de Hispanistas de Ucrania (en ucraniano: Асоціація Іспаністів України), es una organización creada en el 2009 en Kiev, Ucrania. La misión principal de la Asociación es promover la cultura hispánica, como el estudio de la literatura y la lengua española. También con el objetivo de incentivar los estudios de español y potenciar las escuelas nacionales de hispanismo en los países del Espacio Postsoviético, como lo fue en el Aula Universitaria de Hispano-Rusa, contando además con la colaboración de la Embajada de España en Kiev y la Asociación de Hispanistas de Ucrania, lo cual ha sido convocado en el "II Premio Internacional al Desarrollo del Hispanismo en el Espacio Postsoviético", dedicando a la segunda edición exclusivamente para Ucrania. La elección de Ucrania se debe a una apuesta de la Universidad de Cádiz, a través del AUHR, por el proyecto español que la Asociación de Hispanistas de Ucrania, que además contó con el apoyo institucional de la Embajada de España en Kiev, para desarrollar en la coordinación de las universidades, escuelas e instituciones de todo el país y en tan espectaculares resultados que se viene produciendo en Ucrania, además siempre se ha destacado como uno de los grandes bastiones del español en el Espacio Postsoviético.
Sobre la enseñanza del español en Ucrania, responde más a la dificultad para acceder a esos datos que a una pobre presencia del castellano en el sistema educativo ucraniano. La presencia del español en las universidades ucranianas, por ejemplo, se remonta en muchos casos durante los años cincuenta y sesenta, no solo como lectorado, sino en el marco de departamentos de Filología Hispánica. Según información de la Embajada de España en Kiev, la enseñanza de la lengua española en Ucrania goza en la actualidad de una privilegiada situación de crecimiento, siendo una de las más solicitadas como lengua extranjera. Se imparte no solo en universidades de todo el país, sino que además se ha observado un incremento en el número de cursos de primaria y secundaria en la que desean incluirla en su plan de asignatura educativa.